# Barbie und Die Drei Musketiere
Barbie und die drei Musketiere (Original: Barbie and the Three Musketeers) ist ein computeranimierter Film von William Lau, der im Jahr 2009 erschien. Die Direct-to-Video-Produktion ist der sechzehnte von bisher vierunddreißig Barbiefilmen.

## Handlung
Ihr ganzes Leben träumt Corinne (Barbie), die Tochter des berühmten Musketiers D’Artagnan, davon, ebenfalls zu den berühmten Musketieren zu gehören. An ihrem siebzehnten Geburtstag macht sie sich schließlich auf den Weg nach Paris. Dort angekommen, trifft sie drei Mädchen, die ihren Wunsch, ein Musketier zu werden, teilen. Als die vier herausfinden, dass ein Anschlag auf den Prinzen geplant ist, erhalten sie ihre Chance sich zu beweisen. Hilfe bekommen sie von der alten Haushälterin des Schlosses, welche ihnen die Techniken des Kampfes beibringt und sie somit auf den Kampf vorbereitet. Schon bald tanzen sie in wundervollen Kleidern auf einem Maskenball, schleichen durch Geheimgänge und schaffen es sogar den Feind zu stellen. Dabei geht auch ihr Traum in Erfüllung – sie gehören ab sofort zu den Musketieren.

## Rezeption
Die DVD wurde bis April 2010 etwa 1,1 Millionen Mal verkauft und erreichte dabei einen Umsatz von 16 Millionen US-Dollar.

## Synchronisation
Die deutschsprachige Synchronisation entstand bei der Blackbird Music Musik- u. Filmsynchron nach einem Dialogbuch von Nana Spier, die auch die Dialogregie übernahm.
| Rolle           | Englischer Sprecher | Deutscher Sprecher |
| --------------- | ------------------- | ------------------ |
| Corinne         | Kelly Sheridan      | Ilona Otto         |
| Philipe         | Tim Curry           | Reinhard Kuhnert   |
| Alexander       | David Kaye          | Uli Krohm          |
| Corinnes Mutter | Nicole Oliver       | Christin Marquitan |
| Viveca          | Kira Tozer          | Magdalena Turba    |
| Aramina         | Willow Johnson      | Giuliana Jakobeit  |
| Renée           | Dorla Bell          | Sonja Spuhl        |
| Hélène          | Kathleen Barr       | Rita Engelmann     |